# 인천대건고등학교 축구부
인천대건고등학교 축구부는 인천대건고등학교의 축구부로 인천 유나이티드 FC의 U-18팀이다.

## 역사
U-18팀인 대건고등학교는 2008년부터 인천과 제휴를 맺었으며 선수 선발 및 관리, 훈련, 대회참가 등 전반적인 운영은 인천 구단이 담당하게 되고 선수들의 학교 공부와 학사관리는 대건고에서 책임지는 시스템으로 운영하고 있다.

## 선수단

### 역대 주요 선수
- 문상윤, 진성욱, 김용환, 권로안, 이태희, 김진야, 정우영, 천성훈

### 코칭스태프
| 직위                    | 이름   | 비고 |
| ----------------------- | ------ | ---- |
| U-18 대건고 감독        | 최재영 |      |
| U-18 대건고 코치        | 안재준 |      |
| U-18 대건고 골키퍼 코치 | 윤진호 |      |
| U-18 대건고 분석 코치   | 노영래 |      |

## 같이 보기
- 인천대건고등학교
- 인천 유나이티드 FC
- 광성중학교 축구부
- 인천 유나이티드 FC U-12